# Fleurey-lès-Lavoncourt
Fleurey-lès-Lavoncourt é uma Comuna francesa na região administrativa de Borgonha-Franco-Condado, no departamento de Alto Sona. Estende-se por uma área de 9,5 km². Em 2010 a comuna tinha 98 habitantes (densidade: 10,3 hab./km²).